# VfL 05 Hohenstein-Ernstthal
Der VfL 05 Hohenstein-Ernstthal ist ein Sportverein aus der sächsischen Stadt Hohenstein-Ernstthal. Im Verein für Leibesübungen gibt es die Sektionen Fußball, Turnen und Kegeln.

## Futsal
Die Futsal-Herrenmannschaft ist Rekordmeister der NOFV-Futsal-Regionalliga (2013–2021) und qualifizierte sich mehrfach für die Deutsche Futsal-Meisterschaft. 2018 wurde der VfL Deutscher Futsalmeister. In der UEFA Futsal Champions League 2018/19 erreichte er die Hauptrunde. 
Seit Gründung der Futsal-Bundesliga im Jahr 2021 spielt das Team dort unter dem Namen HOT 05 Futsal. Bisher wurde in jeder Saison das Finale erreicht, das jedes Mal verloren wurde.

## Geschichte
Die Geschichte des Turnens in Hohenstein-Ernstthal reicht bis zum Winter 1845/1846 zurück, als Bürger beider Orte einen Turnverein gründeten, aus dem die Ernstthaler durch Gründung eines eigenen Vereins 1847 ausschieden. Das baldige behördliche Verbot wurde 1856 durch Aufstellung einer Turnerfeuerwehr in Ernstthal umgangen.
Seit 1912 wird im VfL Fußball gespielt, allerdings liegt die Geschichte der ersten 20 Jahre weitgehend im Dunkeln. Von 1934 bis 1941 spielte der Verein in der zweitklassigen Fußball-Bezirksklasse Chemnitz. In der Saison 1938/39 war die Mannschaft Herbstmeister der Bezirksklasse, konnte sich in der Rückrunde jedoch nicht behaupten und verlor vor über 22.000 Zuschauern gegen den späteren Meister Chemnitzer BC mit 1:0, dem in der darauffolgenden Saison der Aufstieg in die Gauliga Sachsen gelang.
Nach dem Verbot aller Vereine in der direkten Nachkriegszeit kam es zur Bildung der Sportgemeinschaft (SG) Hohenstein-Ernstthal, die 1950 in Betriebssportgemeinschaft (BSG) Sachsenring umbenannt werden musste. Es wurden die Sektionen Fechten, Chor, Fußball, Handball, Leichtathletik, Schach, Schwimmen, Tennis, Turnen und Wintersport angeboten, bevor es wenig später im April 1951 zur Teilung in die BSG Stahl und die BSG Fortschritt Hohenstein-Ernstthal kam. Die BSG Stahl wurde im August 1953 in BSG Motor Hohenstein-Ernstthal umbenannt.
Auch wenn das Vorkriegsniveau nicht mehr erreicht wurde, konnten die beiden großen Sektionen Fußball und Turnen bemerkenswerte Erfolge verzeichnen. Die Turnfeste mit Sportlerball und Bühnenturnen waren bis Ende der fünfziger Jahre eine feste Größe im Sportkalender der Region. Fußballerisch gewann die A-Jugend 1951 die Bezirksmeisterschaft und spielte daher um den Titel des Sachsenmeisters. Wenngleich ihr dieser Titel verwehrt blieb, waren beachtlicherweise etwa 1000 Zuschauer beim 4:0-Heimerfolg gegen die Mannschaft aus Weißwasser zugegen.
Mit Unterstützung seitens der Betriebe konnte 1957 im Rahmen des Nationalen Aufbauwerks das Stadion auf dem Pfaffenberg eingeweiht werden. Dort verfolgten 1964 am letzten Spieltag 3200 Zuschauer, wie die BSG Motor gegen Callenberg um die Tabellenspitze und den Aufstieg von der Bezirksklasse in die Bezirksliga spielte. Mit 1:0 in Führung liegend kassierte die Heimmannschaft fünf Minuten vor Schluss den Ausgleichstreffer und musste alle Aufstiegshoffnungen begraben. Nach weiteren guten Jahren gelang in der Saison 1969/70 der Aufstieg, es folgten in den folgenden zwei Jahren der prompte Wiederabstieg sowie der erneute Aufstieg in die Bezirksliga. Nach dem erneuten Abstieg nach der Saison 1972/73 gelang 1980 noch einmal der Aufstieg in die Bezirksliga, bevor 1983 er sportliche Abstieg der Mannschaft begann, der in mehreren Jahren Kreisklasse resultierte.
Ab den siebziger Jahren kam es zunehmend zu einer Politisierung des Vereinslebens, sodass die BSG – auf dem Papier – auf über 1000 Mitglieder anwuchs. In der Umbruchphase der Wendezeit beschlossen die Mitglieder, sich namentlich an den Erfolgen vor dem Zweiten Weltkrieg zu orientieren. Am 2. Oktober 1990 wurde daher der VfL 05 Hohenstein-Ernstthal ins Vereinsregister eingetragen.
Im Fußball konnte der Verein wieder Erfolge verbuchen, nach der Saison 1993/94 stieg die erste Mannschaft aus der Kreisliga in die Bezirksklasse auf. Allerdings stieg Hohenstein-Ernstthal nach der Saison 1997/98 wieder in die Kreisliga ab. Im Jahr 2001 stieg Hohenstein-Ernstthal erneut in die Bezirksklasse auf, 2004/05 kam es zum Aufstieg in die Bezirksliga. Erfolge konnten auch in der Jugendarbeit verbucht werden, sodass auch diese Mannschaften in der Bezirksliga spielten. Zum Ende der Saison 2007/08 gelang der Aufstieg in die sächsische Landesliga, zehn Jahre später (2018) stieg die Mannschaft in die fünftklassige Oberliga Nordost auf, musste sich dort jedoch im Februar 2020 vom Spielbetrieb zurückziehen.
Die erste Fußball-Herrenmannschaft spielt seit der Saison 2018/19 in der Oberliga Nordost und erreichte in der Saison 2011/12 das Finale des Sachsenpokals.

## Erfolge

### Hallenfußball
2× Deutscher Futsal Meister: 2018, 2020
4× Deutscher Futsal Vizemeister: 2017, 2022, 2023, 2024
9× NOFV Futsal Meister: 2013, 2014, 2015, 2016, 2017, 2018, 2019, 2020, 2021
3× Hallenfußball-Sachsenmeisterschaft: 2007, 2008, 2010

### Fußball
Aufstieg in die NOFV-Oberliga: 2018
Sachsenpokalfinalist: 2012

## Spielstätten

### Pfaffenberg
Spielstätten sind die Sportstätte auf dem Pfaffenberg (Naturrasenplatz) mit einem Fassungsvermögen von 2500 (sowie nach Einbau mobiler Stehplatztribünen) bis 6500 Zuschauern.

### HOT-Sportzentrum
Das HOT-Sportzentrum am Schützenhaus bietet einen Kunstrasen und eine Dreifeldhalle aus dem Jahr 2004. Diese war mit 650 Sitzplätzen und 150 Stehplätzen schon Spielstätte in der Regionalliga, Bundesliga, UEFA Futsal-Champions League und bei Länderspielen der deutschen Futsal-Nationalmannschaft.

## Bekannte Spieler
Alexander Tetzner (* 1974) begann beim VfL 05, bevor er 1994 zu den Amateuren des Chemnitzer FC wechselte und dort den Sprung in die Profimannschaft schaffte.
In der Landesliga-Mannschaft spielten unter anderem der ehemalige nigerianische Nationalspieler Yakubu Adamu, Roy Blankenburg, der vormalige bulgarische Nationaltorhüter Russi Petkow und der deutsche Vize-Meister von 1997 Sebastian Helbig.